# Автошлях E853
Європейський маршрут 853 пролягає від Яніни в регіоні Епір (Греція) до кордону з Албанією.

## Маршрут
Е 853 починається в центрі Яніна і спочатку ділиться маршрутом з E90 на шосе 20. Дорога пролягає в північному напрямку до Калпакі. Там E 853 залишає шосе, потім повертає на захід на шосе 22 і слідує за ним до греко-албанського кордону в Дельвінакі (GR) / Какавія (AL). Маршрут E 853 наразі тягнеться до кордону з Албанією. Оскільки Албанія приєдналася до так званої Європейської угоди про магістральні міжнародні транспортні магістралі (AGR) лише у 2006 році, курс буде визначено лише в майбутньому. Тоді E 853, ймовірно, продовжується до дороги державного значення SH4 та E 852. Разом з E 762 вони утворюють прямий маршрут з півночі на південь через Албанію.